# Stazione di Pozzolo Formigaro
Stazione di Pozzolo Formigaro vasútállomás Olaszországban, Pozzolo Formigaro településen.

## Vasútvonalak
Az állomást az alábbi vasútvonalak érintik:
- Tortona-Novi Ligure-vasútvonal

## Kapcsolódó állomások
A vasútállomáshoz az alábbi állomások vannak a legközelebb:
- Stazione di Rivalta Scrivia
- Stazione di Novi Ligure